# Referendum w Irlandii w grudniu 1972 roku
Referendum w Irlandii w grudniu 1972 roku – referendum w Irlandii, które odbyło się 7 grudnia 1972 roku. Referendum dotyczyło dwóch kwestii: obniżenia wieku wyborczego z 21 do 18 roku życia oraz usunięcia "specjalnej pozycji" Kościoła katolickiego z Konstytucji Irlandii. Obie poprawki zostały przyjęte.

## Wyniki głosowania

### 4. poprawka
Poprawka dotyczyła obniżenia wieku wyborczego z 21 do 18 roku życia. Poprawka została przyjęta.
| Głosy          | Liczba głosów | %      |
| -------------- | ------------- | ------ |
| Tak            | 724 836       | 84,64% |
| Nie            | 131 514       | 15,36% |
| Głosy nieważne | 47 089        | 5,21%  |
| Razem          | 903 439       | 100%   |
| Frekwencja     | 50,65%        | 50,65% |

### 5. poprawka
Poprawka dotyczyła usunięcia „specjalnej pozycji” Kościoła katolickiego w Irlandii. Poprawka została przyjęta.
| Głosy          | Liczba głosów | %      |
| -------------- | ------------- | ------ |
| Tak            | 721 003       | 84,38% |
| Nie            | 133 430       | 15,62% |
| Głosy nieważne | 49 326        | 5,46%  |
| Razem          | 903 759       | 100%   |
| Frekwencja     | 50,67%        | 50,67% |